# Vorgebirgspark

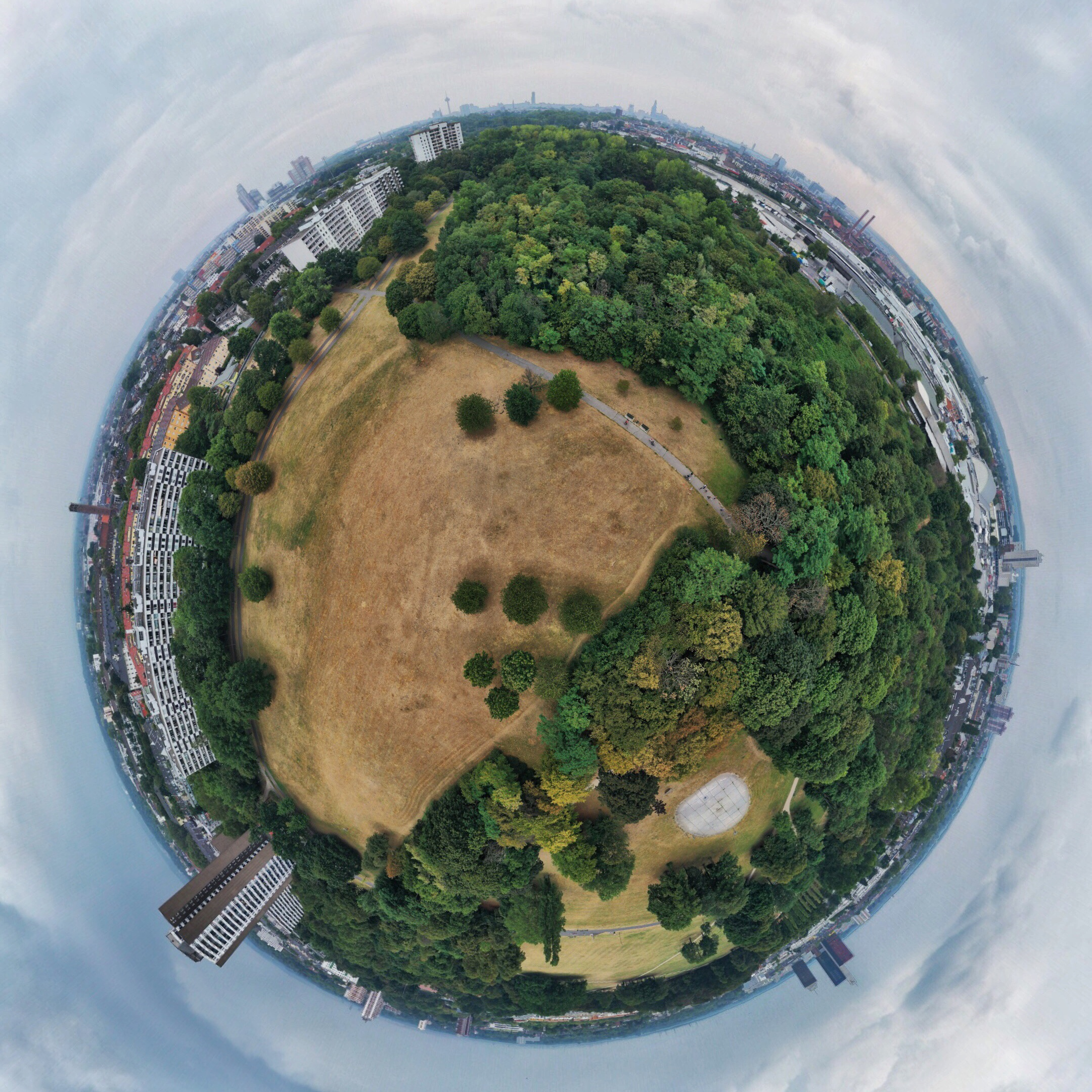
Köln Vorgebirgspark – Little-Planet-Projektion aus der Luft.

Der Vorgebirgspark ist ein 13,9 Hektar großer Park im Süden der Kölner Innenstadt zwischen den Stadtteilen Zollstock, Raderberg und Raderthal. Er wurde von 1910 bis 1914 nach Plänen des Gartenarchitekten Fritz Encke angelegt. Am 1. Juli 1914 konnte er dem Besucherverkehr übergeben werden.

## Lage
Der ursprünglich 13 ha große Park ist eingebettet in die Grünachse Süd, die den Volksgarten mit dem äußeren Grüngürtel und diesen mit dem Meschenicher Naturschutzgebiet, Naherholungsgebiet Entenfang (Wesseling/Brühl) und den offenen Landschaften zwischen Rhein und Vorgebirge bis Bonn verbindet. Kleinere Kölner Stadtparks in dieser Verbindung sind der Grünstreifen am Südfriedhof und die schmale Verbindung zum Fritz-Encke-Volkspark, dem früheren Volkspark Raderthal oder kurz Volkspark. Beide Streifen sind durch Bebauung ab den 1950er Jahren stark eingeengt worden. Die einst fest umrissenen Grenzen des Parks sind durch Rasenflächen und nachträglich angelegte, waldartige Bepflanzung nach Westen hin fließend geworden und dort nur noch anhand des alten Baumbestands nachvollziehbar. Auch die ursprüngliche, den Park nach Westen umgebende Straßenführung ist nicht mehr vorhanden. Die südlich und östliche Begrenzung des Parks (an der Kreuznacher bzw. Neuenahrer Straße) ist dagegen unverändert geblieben, insbesondere die hier angelegten und noch heute mit einer alten Backsteinmauer abgegrenzten Sondergärten. (Der größte Teil dieser Anlage wurde Mitte der achtziger Jahre, als die Überlegung einer hier geplanten Autobahntrasse verworfen wurde, renoviert und neu bepflanzt.)
Betritt man den Vorgebirgspark von der Kreuznacher Straße aus, so gelangt man zunächst auf einen quadratischen, mit hohen Ulmen bestandenen Baumplatz, der wie die Diele eines Hauses den Übergang zu den anderen Teilen des Parks schafft. Nach Westen hin öffnet sich der Platz in seiner ganzen Breite zum großzügig angelegten Binnenraum, der ursprünglich als öffentliche Volks- und Spielwiese diente. Die Blickachse führt von diesem Punkt aus in ihrer Längsrichtung auf die gegenüberliegende Wegkreuzung, von der ein Ausgang nach Westen abzweigt. In ihrer Querrichtung geht sie in die seitlich angelegten Sondergärten. Diese drei Gärten sind zu einer Gruppe zusammengefasst und einander axial zugeordnet. Ein terrassierter Garten liegt auf der nördlichen Seite des Baumplatzes und war früher nur durch ein Tor in der Buchenhecke zugänglich. Das vertiefte Mittelstück des Trakts zeigt eine Rasenfläche, die durch zwei sich kreuzende Wege erschlossen ist.

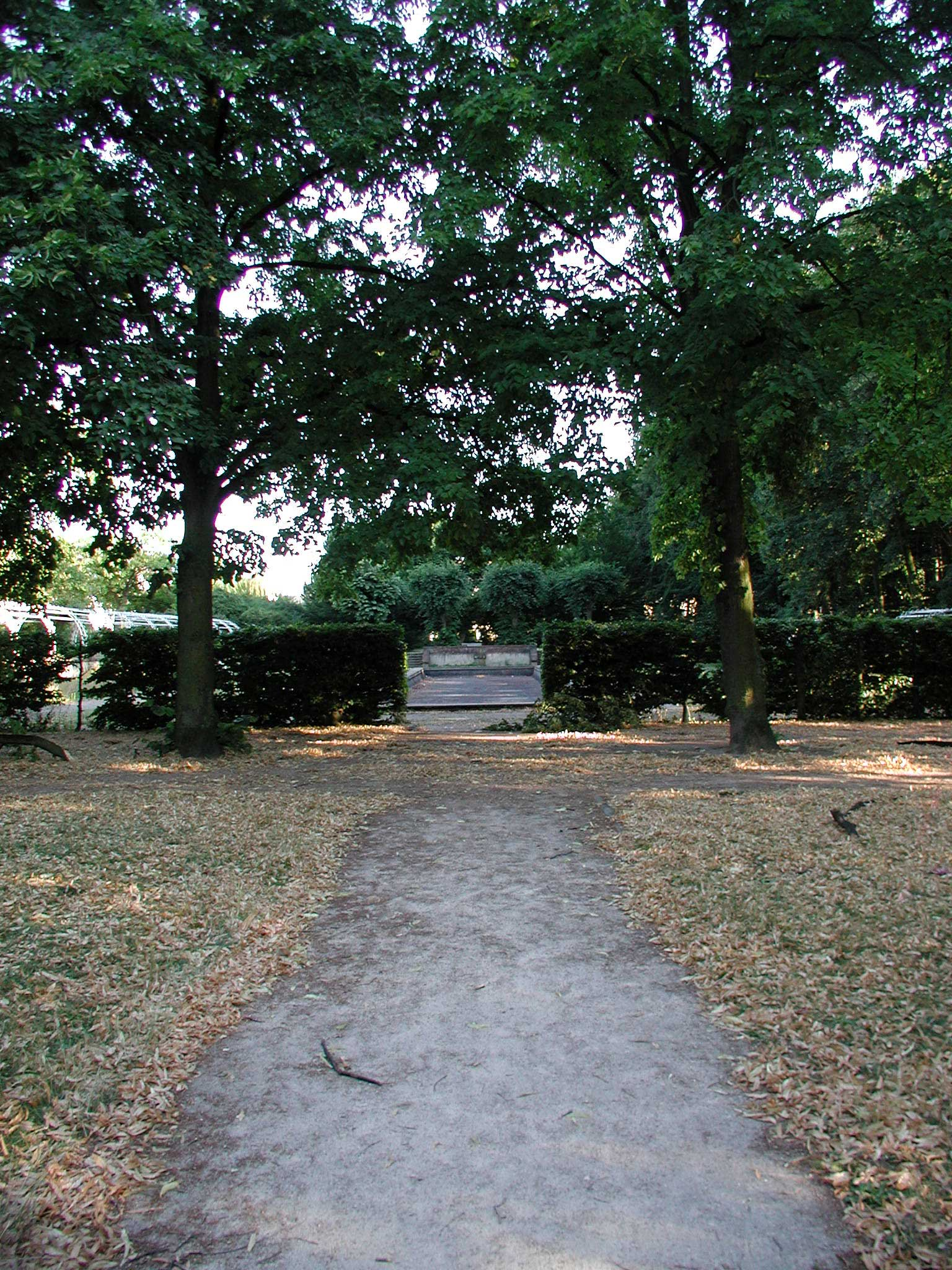
Richtung Neuenahrer Str., im Hintergrund ehemaliges Teichrosenbecken

Ihren Schnittpunkt betont ein rundes, in Stein gefasstes Beet (ehemals als Springbrunnen genutzt). An den halbhohen Steinmauern, die den abgesenkten Gartenteil umschließt, lehnte sich früher ein Staudenband, das oberhalb der Mauer entlang des Weges fortsetzte. An den beiden Längsseiten stehen mehrere regelmäßig gepflanzte Taxus, die von vier Steinsockeln unterbrochen werden, auf denen früher kleine Skulpturen standen. Zur Straße hin wird der Garten durch eine schmale Trasse begrenzt, auf der eine kleine Allee beschnittener Linden gepflanzt wurde. Ruhebänke machen diesen Ort zu einem beliebten Ziel von Spaziergängern. Auf der gegenüberliegenden, zum Park gewandten Seite befinden sich ebenfalls Bänke. Sie sind als Familiensitzplätze konzipiert worden und liegen, geschützt von einer Hecke, völlig abgeschirmt vom Weg. Ursprünglich waren sie zusätzlich von niedrigen Lattenwerk eingefasst.
An der nördlichen Schmalseite des Gartens befand sich früher ein halbrunder, mit Efeu bewachsener Laubengang, der in einzelne Nischen unterteilt und mit zahlreichen Tischen und Stühlen ausgestattet war. Dieser Laubengang ist heute verschwunden und nur noch in seiner Wegführung grobe erhalten.
Der zweite Sondergarten des Vorgebirgsparks ist ein Rosengarten, der nach Süden an den Baumplatz anschließt. Ein 42 m langes Teichrosenbecken bildet das Zentrum dieses Trakts und setzt durch seinen türkisfarben gestrichenen Grund einen markanten optischen Akzent.
Früher hatte man auf beiden Seiten des Beckens Beete mit Stamm- und Polyantharosen angelegt. Das Kölner Tageblatt vom 14. September 1911 nennt „einige hundert Sorten Rosen“, die hier anzutreffen waren, „nach Farben geordnet“, in langen Reihen gepflanzt oder „an eisernen Bögen und Holzgeländern“ kletternd.
Zur Straße hin wird der Rosengarten heute durch einen 40 m langen, weiß gestrichenen (und in den fünfziger Jahren anstelle einer Pergola erstellten) Bogengang begrenzt, der sich früher im südlich gelegenen Staudengarten als Fliedergang fortsetzte und zum Baumplatz hin von einer Laube begrenzt war. Au der gegenüberliegenden, den Park begrenzenden Seite sind vier Sitzplätze angelegt worden, die von Rankgerüsten und einer halbhohen Hecke umgeben sind.
Im südlichen Teil des Rosengartens, an der Längsseite des Teichrosenbeckens gelegen, führen zwei Treppen zu einem erhöht liegenden kleinen Baumplatz mit geschnittenen Linden. Von hier aus führt ein Weg in den benachbarten Staudengarten, der auf langen Rabatten den Besuchern von Frühjahr bis Herbst eine Fülle an Blumen in jeweils wechselnden Farbzusammenstellungen bot. Am Parkrand stand früher eine straff geschnittene Hecke; entlang der Straße führte der bereits erwähnte Fliedergang, in den mehrere Sitznischen eingelassen waren. Heute ist der Staudengarten verwahrlost und eher ein Zeugnis dafür, in welche Richtung die Natur strebt, wenn sie regelmäßig gärtnerischer Gestaltung entbehrt.
Die kleinen Wege, die um das quadratische Wasserpflanzenbecken führten, sind durchgängig mit Rasen bedeckt, und nur im Herbst, wenn das Laub die kleinen, noch sichtbaren Grasmulden füllt, wird die ursprüngliche Wegführung ansatzweise an den leichten Vertiefungen erkennbar.
Nach Süden wird der Staudengarten durch einen halbkreisförmig gepflanzten Baumkreis begrenzt, mit dem en miniature die Form des Laubengangs im äußersten Norden nachempfunden wird.
An der Südostspitze des Staudengartens befindet sich ein etwas erhöht liegender, von vier Bäumen überschatteter Platz, der aufgrund der Authentizität, die er sich bewahrt hat, zu den malerischsten Orten des Parks zählt.

Wollte Encke mit den drei Sondergärten Bevölkerungsschichten ansprechen, die keinen eigenen Hausgarten besaßen, so zielt er mit der Gestaltung des landschaftlichen Teils der Anlage in eine andere Richtung, nämlich
„dem wachsenden allgemeinen Interesse nach Spiel- und Sportmöglichkeiten sowie den gewandelten volkshygienischen und den sozialen Anschauungen entgegenkommend, großen Besuchermengen einen weiten, frei nutzbaren Raum für aktive Betätigungsmöglichkeiten anzubieten.“

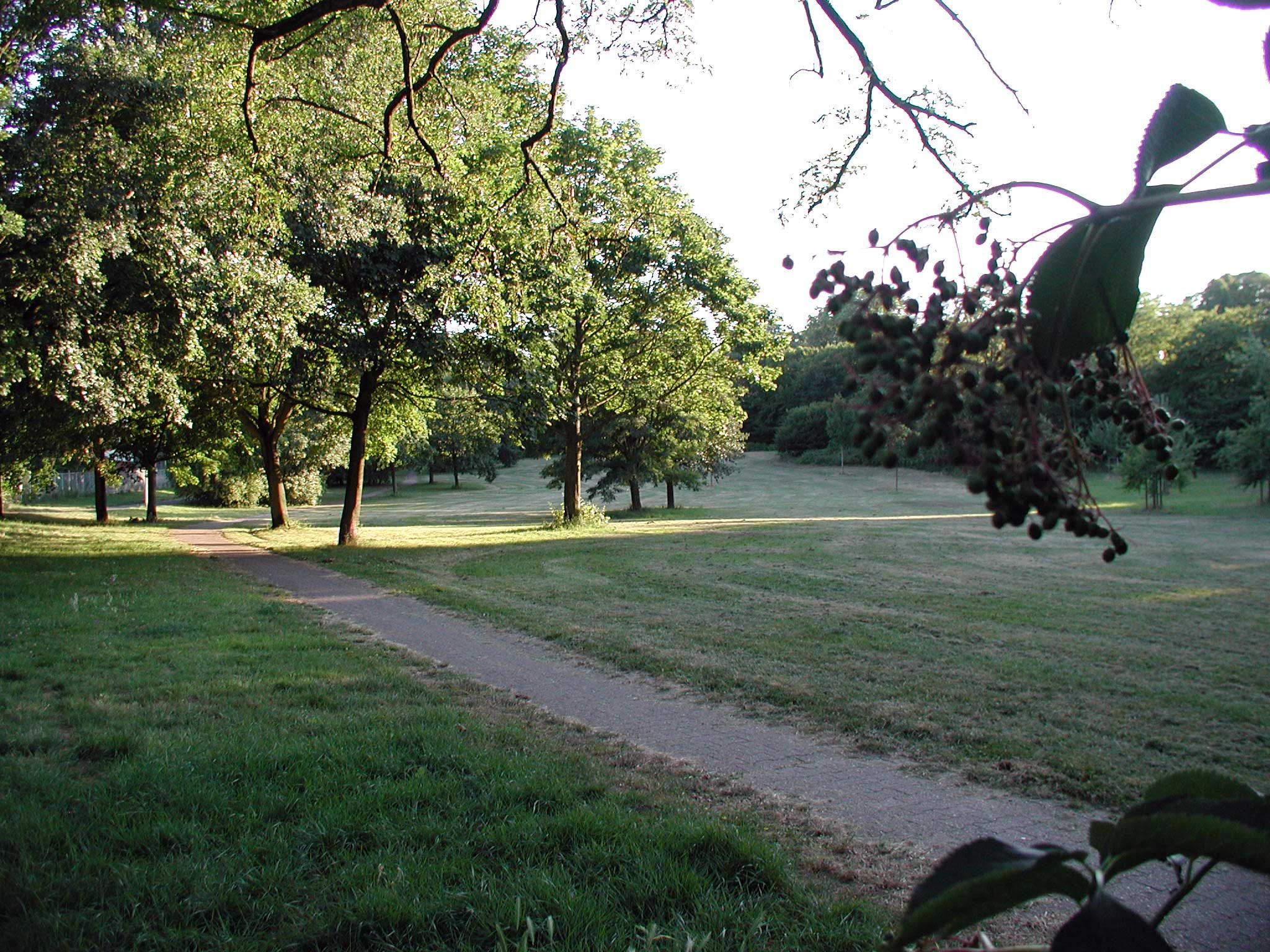
Höhe Markusstr.

Der Vorgebirgspark sollte im Wesentlichen ein moderner Volkspark sein. Die bereits erwähnte Volks- und Spielwiese erklärt sich aus dieser Zielsetzung ebenso wie der mit mächtigen Bäumen überschattete Kinderspielplatz im Süden und der nördlich gelegene, betonierte Wateteich. Dieses noch heute existierende Becken, das den amerikanischen wading pools nachempfunden war (in einer kleineren Version steht es noch heute im Stadtgarten), ist in seiner Mitte etwa 40 cm tief und wird zu den Rändern hin allmählich seichter. Encke hatte um das gesamte Becken herum eine 12 bis 18 cm Sandbank anlegen und dafür das Erdreich 75 cm tief ausheben lassen. Unter schattigen Bäumen befand sich ein kleiner Unterstand, in dem die Kinder sich umziehen konnten. Dieser Wateteich wurde zu einer der Hauptattraktionen des Vorgebirgsparks und zog an sonnigen Vormittagen mehrere hundert Menschen an, die begeistert die künstlich nachempfundene Strandatmosphäre in der Großstadt genossen. Heute ist auf der Fläche ein Basketballplatz, der Unterstand ist verschwunden.

## Medien
- Rheinhard Zeese: Historische Parks und öffentliche Gärten in Köln 1801 bis 1932, CD, LEB – Brühl, 2007